# Transports en commun de Louviers
Pour les articles homonymes, voir SEMO.
SEMO est le réseau de transport en commun de Louviers et des autres communes de l'Agglomération Seine-Eure, qui regroupent 103 000 habitants. C'est le quatrième réseau de transport en commun le plus développé en Normandie.
Le réseau est exploité par Transdev Urbain Seine-Eure (filiale du groupe Transdev). Les lignes scolaires sont en partie sous-traitées.
Ce réseau de transport en commun comprend depuis 2023 :
- La ligne Chrono 1, ligne structurante du réseau ;
- La ligne Express 1 ;
- Neuf lignes Connect (2 à 10), lignes de bus urbaines complémentaires ;
- La ligne dominicale D1 ;
- Le transport à la demande zonal Flexi ;
- 35 lignes scolaires Junior.

## Histoire

### Premières dessertes
La première ligne est mise en service le 1er octobre 1965 entre Saint-Hildevert et le Hamelet à Louviers, exploitée en régie municipale puis par les cars Duboc en 1970 tandis que la ligne est prolongée à Incarville et sur la ville nouvelle du Vaudreuil.
Le 2 novembre 1976, la ligne prend le no 1 afin de la distinguer de la nouvelle ligne no 2 entre les Monts et la ZAC de la Justice. En parallèle, une ligne interurbaine SNCF relie Louviers, Incarville et Vaudreuil : en 1978 elle sert de base au réseau Transports en commun du Vaudreuil (TCV) tandis quelle passe dans le giron départemental.

### Le réseau LOTUS de Louviers
Le 1er octobre 1980, la desserte de Louviers est refondue au sein du réseau LOTUS (Louviers transports urbains et scolaires), gratuit, composé de :
- Lignes régulières :
  - 1 : Parvis - ZAC ;
  - 2 : Parvis - Route de Montfort ;
  - 3 : Incarville - Le Hamelet.
- Lignes secondaires 4, 5 et 6.
- Ligne scolaire no 7.

### Le réseau TRANSVAL de Val-de-Reuil
La ville nouvelle du Vaudreuil, devenue Val-de-Reuil et une commune à part entière distincte du Vaudreuil, se dote en 1985 d'un nouveau réseau baptisé TRANSVAL opéré par CNA succédant au TCV et composé d'une ligne interne à Val-de-Reuil et d'une ligne vers Louviers par intégration des renforts de cette ligne interurbaine SCETA/SNCF ; la ligne intra-communale est gratuite elle aussi.
En 1990, le réseau est exploité par Transports Voyageurs de la Basse-Seine (TVBS) et est réorganisé autour de deux lignes :
- 1 : Val-de-Reuil - Zone industrielle ;
- 2 : Desserte interne de Val-de-Reuil.

### Fusion des réseaux et création de Transbord
Au début des années 1990, des pressions ont lieu pour faire fusionner les deux réseaux qui se rejoignent à Incarville, notamment de la part de l'association lovérienne des usagers des transports (ALUT).
Cette fusion se concrétise en 1993 avec la création du syndicat intercommunal des transports urbains de Louviers et du Val-de-Reuil (SITULV) entre Louviers, Val-de-Reuil et Incarville qui organise les transports sur les deux réseaux et organise leur fusion le 30 août 1993 sous le nom Transbord (Trans pour transports et Bord du nom de la forêt voisine), exploité par TVBS après appel d'offres. Devenu payant avec deux zones tarifaires, le réseau se compose de sept lignes :
- A : Louviers - Incarville - Gare du Val-de-Reuil ;
- B : Desserte interne du Val-de-Reuil ;
- C : Le Hamelet - Cimetière (Louviers) ;
- D : Pichou - Saint-Germain (Louviers) ;
- E : Parvis - Les Monts (Louviers) ;
- F : Parvis - Saint-Lubin (Louviers) ;
- G : Parvis - Écoparc Heudebouville (desservant La Haye-le-Comte et Heudebouville par conventions avec le SITULV).

En 1994, les lignes interurbaines 37 de la CNA et celle de la SCETA sont intégrées au périmètre de transport urbain sous la forme de variantes de la ligne A.
En 1995, Pinterville et Poses intègrent le SITULV : la première est desservie par un prolongement de la ligne C et la seconde par une nouvelle ligne H depuis Val-de-Reuil, ou Louviers pour les services scolaires tandis que les services de la ligne de la SCETA sont de plus en plus intégrés à la ligne A.

### Les années 2000
Le 1er février 1999 et à la suite d'études menées entre TVBS et le SITULV pour améliorer l'offre, le réseau est réorganisé autour de quatre familles de lignes et une nouvelle identité visuelle :
- Le « Bus de ville », avec une correspondance au « Rendez-vous bus » à Louviers :
  - A : Ligne Louviers - Val-de-Reuil ;
  - B : Desserte du nord et du sud-ouest de Louviers ;
  - C : Desserte de l'ouest et du sud-ouest de Louviers ;
- Le « Bus de gare » :
  - 1 : Ligne Louviers - Val-de-Reuil sous gestion commune SITULV/Conseil général ;
  - 2 : Desserte interne de Val-de-Reuil ;
- Le « Génération bus », réseau scolaire composée de cinq lignes pour les collèges et lycées (S1 à S5) et deux pour les écoles primaires (P1 et P2) ;
- Le « Flexibus », des lignes sur réservation desservant certains quartiers de Louviers, Val-de-Reuil et Incarville ainsi que les communes de La Haye-le-Comte, Heudebouville, Pinterville, Poses, Tournedos et Vironvay.

En 2001, la communauté d'agglomération Seine-Eure (CASE) voit le jour par transformation de la communauté de communes. Avec l'adhésion de Vironvay et Heudebouville en 2003, l'ensemble des communes du SITULV se retrouvent dans son périmètre et le syndicat disparaît.

### Les adaptations
En février 2010, le réseau est de nouveau restructuré : Le bus de gare est intégré au bus de ville et les autres offres sont remaniées.
En janvier 2013, la CASE absorbe la communauté de communes Seine-Bord et de nouveaux services sont créés.
Début mars 2019, le réseau change de nom et devient SEMO (Seine-Eure Mobilité). Les anciennes familles de lignes (Agglo Bus, Bus de Ville, Génération Bus et Villabus) sont supprimées et remplacées par de nouvelles familles :
- les lignes Connect (1, 2, A, B, C, D et P) sont issues des anciennes familles l'Agglo Bus et Le Bus de Ville, les bus sont peints en bleu ;
- les lignes Flexi (V1, V3 et H) sont issues de l'ancienne famille Villabus et sont complétées par Flexi+ destiné à assurer le transport des personnes handicapées (sur des trajets hors des lignes de bus régulières), les bus sont peints en rose ;
- les lignes Junior succèdent à Génération Bus et sont les lignes qui assurent le transport scolaire ; les bus et cars sont peints en jaunes.

La CASE absorbe la communauté de communes Eure-Madrie-Seine en 2019, nécessitant d'adapter l'offre du réseau en conséquence le 1er septembre 2021 avec la création de la ligne Connect G et de la ligne Express E1.

### 2023: un nouveau réseau
Le 2 mai 2023, le réseau est restructuré autour de 11 lignes régulières du lundi au samedi à la numérotation harmonisée qui desservent six nouvelles communes : Courcelles-sur-Seine, Criquebeuf-sur-Seine, Martot, Pinterville, Herqueville et Connelles, :
- La ligne Express E1 est prolongée de Louviers au centre hospitalier de Saint-Aubin-lès-Elbeuf et remplace la ligne H en suivant le trajet de la ligne C1 jusqu'à Incarville puis dessert Pont-de-l'Arche, Criquebeuf-sur-Seine et Martot ;
- La ligne Connect 1 devient la ligne Chrono C1 avec un trajet simplifié et unique tout au long de la journée et un terminus sud ramené au Rendez-vous Bus de Louviers ;
- La ligne Connect 2 suit désormais le trajet de la ligne C1 à Val-de-Reuil et à Louviers elle reprend la desserte du lycée les Fontenelles à Louviers qui était assurée par l'ancienne ligne 1 ;
- La ligne Connect C devient la ligne Connect 3 et se dote d'un nouvel itinéraire, toujours circulaire, reprenant la desserte du quartier des Cascades précédemment assurée par la ligne 2 et des arrêts de l'ancienne ligne B à Louviers ;
- La ligne Connect A devient la ligne Connect 4 et se dote d'un nouvel itinéraire, toujours circulaire, abandonnant la desserte de Léry au profit des arrêts abandonnés par la ligne 2
- La ligne Connect P devient la ligne Connect 5 et se dote d'un nouvel itinéraire desservant Léry à la place de l'ancienne ligne A au lieu des Vignettes ;
- La ligne Connect G devient la ligne Connect 6 et se dote d'un nouvel itinéraire circulaire ;
- La ligne Connect D devient la ligne Connect 7 et se dote d'un nouvel itinéraire circulaire reprenant la desserte des Vignettes de l'ancienne ligne P et remplace la navette Vignettes avec une desserte plus grande le dimanche et les jours fériés que du lundi au samedi.
- Les lignes Connect B et Flexi V3 fusionnent pour devenir la nouvelle ligne Connect 8 entre Val-de-Reuil et Andé, ainsi que Herqueville et Connelles. La desserte de ces dernières s'effectue seulement sur réservation. Dans ce cas le bus continue son trajet après le terminus. La desserte du sud d'Andé qui était assurée par la ligne V3 est maintenant assurée sur réservation Flexi.
- La ligne Flexi V1 devient la ligne Connect 9 et dessert de nouveaux arrêts dans les zones d'activités ;
- Une ligne entièrement nouvelle : la ligne Connect 10 entre Courcelles-sur-Seine et la gare de Gaillon ;
- Une ligne les dimanches et jours fériés : La ligne D1 entre Louviers, Val-de-Reuil, la zone des Clouets et le quartier de Maison Rouge à Louviers. Son tracé suit celui des lignes C1 et 2.

Ce réseau est réajusté le 4 septembre 2023 : la desserte du Vaudreuil est assurée par la ligne 2 qui reprend le tracé des lignes 4 et 8 sur la commune, tandis que la ligne 4 dessert Léry en plus de la ligne 5. Les communes de Saint-Étienne-du-Vauvray, Saint-Pierre-du-Vauvray et Andé sont couvertes par la zone 1 du transport à la demande afin de rétablir une liaison avec Louviers disparue avec la restructuration.

## Organisation

Le titre de transport de Normandie.

Les voyageurs peuvent être munis du titre de transport régional Atoumod  ou payer un mouv'1h à 1 € par personne et valable 1 h. D'autres titres de transports sont proposés comme des abonnements scolaires, jeunes ou encore senior.

## Identité visuelle

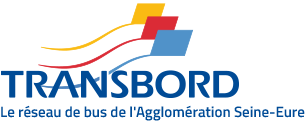
Ancien logo (???-2019)
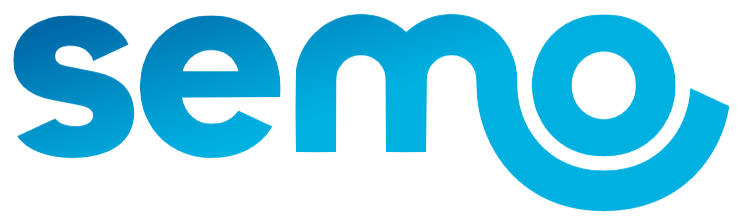
Logo actuelle (Depuis 2019)

## Réseau
Le réseau dessert les 41 communes de la CASE, sans distinction de zones tarifaires.
La ligne C1 fonctionne à raison d'un bus toutes les 15 minutes, les lignes 2 et 5 à raison d'un bus toutes les 30 minutes et les autres lignes à raison d'un bus toutes les 60 minutes ; l'amplitude horaire du transport à la demande est élargie par rapport à l'ancien réseau.

### Ligne Chrono
| Ligne | Caractéristiques | Caractéristiques                                      | Caractéristiques                                      | Caractéristiques                                      | Caractéristiques                                      | Caractéristiques                                      | Caractéristiques                                      | Caractéristiques                                      | Caractéristiques                                      |
| C1    | Louviers — Rendez-Vous Bus ⥋ Val-de-Reuil — Gare SNCF | Louviers — Rendez-Vous Bus ⥋ Val-de-Reuil — Gare SNCF | Louviers — Rendez-Vous Bus ⥋ Val-de-Reuil — Gare SNCF | Louviers — Rendez-Vous Bus ⥋ Val-de-Reuil — Gare SNCF | Louviers — Rendez-Vous Bus ⥋ Val-de-Reuil — Gare SNCF | Louviers — Rendez-Vous Bus ⥋ Val-de-Reuil — Gare SNCF | Louviers — Rendez-Vous Bus ⥋ Val-de-Reuil — Gare SNCF | Louviers — Rendez-Vous Bus ⥋ Val-de-Reuil — Gare SNCF | Louviers — Rendez-Vous Bus ⥋ Val-de-Reuil — Gare SNCF |
| ----- | --- | ----------------------------------------------------- | ----------------------------------------------------- | ----------------------------------------------------- | ----------------------------------------------------- | ----------------------------------------------------- | ----------------------------------------------------- | ----------------------------------------------------- | ----------------------------------------------------- |
| C1    | Ouverture / Fermeture 2 mai 2023 / — | Longueur —                                            | Durée 20 min                                          | Nb. d’arrêts 23                                       | Matériel Citaro C2 Citaro K Citaro K C2               | Jours de fonctionnement L, Ma, Me, J, V, S            | Jour / Soir / Nuit / Fêtes O / O / N / N              | Voy. / an —                                           | Dépôt Incarville                                      |
| C1    | Desserte : - Villes et lieux desservis : Louviers (Musée de Louviers, Mairie, Église, Lycée Decrétot) et Val-de-Reuil (Lycée Marc-Bloch, Mairie, Collège Alphonse-Allais, Collège Pierre-Mendès-France, ZA Pharma Parc et ZA Pharma Parc II) - Gare desservie : Val-de-Reuil. |                                                       |                                                       |                                                       |                                                       |                                                       |                                                       |                                                       |                                                       |
| C1    | Autre : - Arrêts non accessibles aux UFR : - - Amplitudes horaires : la ligne fonctionne du lundi au vendredi de 4 h 5 à 23 h 20 et le samedi de 4 h 25 à 22 h 20 environ. - Particularités : - De 2019 à 2023, l'itinéraire de la ligne est progressivement aménagé avec la création de voies réservées pour en faire un bus à haut niveau de service. Le 2 mai 2023, la ligne 1 devient C1 ; - Les dimanches et fêtes, la ligne D1 assure la desserte. - Date de dernière mise à jour : 1er mai 2023. |                                                       |                                                       |                                                       |                                                       |                                                       |                                                       |                                                       |                                                       |
| C1    | Dernière actualisation : — |                                                       |                                                       |                                                       |                                                       |                                                       |                                                       |                                                       |                                                       |

### Ligne Express
| Ligne | Caractéristiques | Caractéristiques                                                                            | Caractéristiques                                                                            | Caractéristiques                                                                            | Caractéristiques                                                                            | Caractéristiques                                                                            | Caractéristiques                                                                            | Caractéristiques                                                                            | Caractéristiques                                                                            |
| E1    | Saint-Aubin-lès-Elbeuf — Hôpital Saint-Aubin-lès-Elbeuf ⥋ Gaillon — Gare Gaillon - Aubevoye | Saint-Aubin-lès-Elbeuf — Hôpital Saint-Aubin-lès-Elbeuf ⥋ Gaillon — Gare Gaillon - Aubevoye | Saint-Aubin-lès-Elbeuf — Hôpital Saint-Aubin-lès-Elbeuf ⥋ Gaillon — Gare Gaillon - Aubevoye | Saint-Aubin-lès-Elbeuf — Hôpital Saint-Aubin-lès-Elbeuf ⥋ Gaillon — Gare Gaillon - Aubevoye | Saint-Aubin-lès-Elbeuf — Hôpital Saint-Aubin-lès-Elbeuf ⥋ Gaillon — Gare Gaillon - Aubevoye | Saint-Aubin-lès-Elbeuf — Hôpital Saint-Aubin-lès-Elbeuf ⥋ Gaillon — Gare Gaillon - Aubevoye | Saint-Aubin-lès-Elbeuf — Hôpital Saint-Aubin-lès-Elbeuf ⥋ Gaillon — Gare Gaillon - Aubevoye | Saint-Aubin-lès-Elbeuf — Hôpital Saint-Aubin-lès-Elbeuf ⥋ Gaillon — Gare Gaillon - Aubevoye | Saint-Aubin-lès-Elbeuf — Hôpital Saint-Aubin-lès-Elbeuf ⥋ Gaillon — Gare Gaillon - Aubevoye |
| ----- | --- | ------------------------------------------------------------------------------------------- | ------------------------------------------------------------------------------------------- | ------------------------------------------------------------------------------------------- | ------------------------------------------------------------------------------------------- | ------------------------------------------------------------------------------------------- | ------------------------------------------------------------------------------------------- | ------------------------------------------------------------------------------------------- | ------------------------------------------------------------------------------------------- |
| E1    | Ouverture / Fermeture 1er septembre 2021 / — | Longueur —                                                                                  | Durée 80 min                                                                                | Nb. d’arrêts 46                                                                             | Matériel —                                                                                  | Jours de fonctionnement L, Ma, Me, J, V, S                                                  | Jour / Soir / Nuit / Fêtes O / O / N / N                                                    | Voy. / an —                                                                                 | Dépôt —                                                                                     |
| E1    | Desserte : - Villes et lieux desservis : Saint-Aubin-lès-Elbeuf, Martot, Criquebeuf-sur-Seine, Pont-de-l'Arche, Val-de-Reuil, Louviers, Vironvay, Heudebouville, Le Val d'Hazey et Gaillon - Gare desservie : Elbeuf - Saint-Aubin et Gaillon - Aubevoye                                             |                                                                                             |                                                                                             |                                                                                             |                                                                                             |                                                                                             |                                                                                             |                                                                                             |                                                                                             |
| E1    | Autre : - Arrêts non accessibles aux UFR : - - Amplitudes horaires : la ligne fonctionne du lundi au vendredi de 5 h 25 à 21 h 15 et le samedi de 6 h 5 à 21 h 10 environ. - Particularités : Desserte de l'arrêt Centre Technique à certains services. - Date de dernière mise à jour : 2 mai 2023. |                                                                                             |                                                                                             |                                                                                             |                                                                                             |                                                                                             |                                                                                             |                                                                                             |                                                                                             |
| E1    | Dernière actualisation : — |                                                                                             |                                                                                             |                                                                                             |                                                                                             |                                                                                             |                                                                                             |                                                                                             |                                                                                             |

### Lignes Connect
| Ligne | Caractéristiques | Caractéristiques                                                                 | Caractéristiques                                                                 | Caractéristiques                                                                 | Caractéristiques                                                                 | Caractéristiques                                                                 | Caractéristiques                                                                 | Caractéristiques                                                                 | Caractéristiques                                                                 |
| 2     | Louviers — Lycée Les Fontenelles ⥋ Val-de-Reuil — Gare SNCF | Louviers — Lycée Les Fontenelles ⥋ Val-de-Reuil — Gare SNCF                      | Louviers — Lycée Les Fontenelles ⥋ Val-de-Reuil — Gare SNCF                      | Louviers — Lycée Les Fontenelles ⥋ Val-de-Reuil — Gare SNCF                      | Louviers — Lycée Les Fontenelles ⥋ Val-de-Reuil — Gare SNCF                      | Louviers — Lycée Les Fontenelles ⥋ Val-de-Reuil — Gare SNCF                      | Louviers — Lycée Les Fontenelles ⥋ Val-de-Reuil — Gare SNCF                      | Louviers — Lycée Les Fontenelles ⥋ Val-de-Reuil — Gare SNCF                      | Louviers — Lycée Les Fontenelles ⥋ Val-de-Reuil — Gare SNCF                      |
| ----- | --- | -------------------------------------------------------------------------------- | -------------------------------------------------------------------------------- | -------------------------------------------------------------------------------- | -------------------------------------------------------------------------------- | -------------------------------------------------------------------------------- | -------------------------------------------------------------------------------- | -------------------------------------------------------------------------------- | -------------------------------------------------------------------------------- |
| 2     | Ouverture / Fermeture 2 mai 2023 / — | Longueur —                                                                       | Durée —                                                                          | Nb. d’arrêts 38                                                                  | Matériel Citaro K Citaro K C2                                                    | Jours de fonctionnement L, Ma, Me, J, V, S                                       | Jour / Soir / Nuit / Fêtes O / O / N / N                                         | Voy. / an —                                                                      | Dépôt Incarville                                                                 |
| 2     | Desserte : - Villes et lieux desservis : Louviers, Incarville, Le Vaudreuil et Val-de-Reuil - Gare desservie : Val-de-Reuil. |                                                                                  |                                                                                  |                                                                                  |                                                                                  |                                                                                  |                                                                                  |                                                                                  |                                                                                  |
| 2     | Autre : - Arrêts non accessibles aux UFR : - - Amplitudes horaires : la ligne fonctionne du lundi au vendredi de 4 h 15 à 21 h 45 et le samedi de 4 h 20 à 21 h 40 environ. - Les dimanches et fêtes, la ligne D1 assure la desserte entre le Rendez-vous Bus et le lycée des Fontenelles. - Date de dernière mise à jour : 9 septembre 2023.                                                                                             |                                                                                  |                                                                                  |                                                                                  |                                                                                  |                                                                                  |                                                                                  |                                                                                  |                                                                                  |
| 2     | Dernière actualisation : — |                                                                                  |                                                                                  |                                                                                  |                                                                                  |                                                                                  |                                                                                  |                                                                                  |                                                                                  |
| 3a/3b | (Circulaire) Louviers — Rendez-vous Bus ⥋ desserte interne de Louviers | (Circulaire) Louviers — Rendez-vous Bus ⥋ desserte interne de Louviers           | (Circulaire) Louviers — Rendez-vous Bus ⥋ desserte interne de Louviers           | (Circulaire) Louviers — Rendez-vous Bus ⥋ desserte interne de Louviers           | (Circulaire) Louviers — Rendez-vous Bus ⥋ desserte interne de Louviers           | (Circulaire) Louviers — Rendez-vous Bus ⥋ desserte interne de Louviers           | (Circulaire) Louviers — Rendez-vous Bus ⥋ desserte interne de Louviers           | (Circulaire) Louviers — Rendez-vous Bus ⥋ desserte interne de Louviers           | (Circulaire) Louviers — Rendez-vous Bus ⥋ desserte interne de Louviers           |
| 3a/3b | Ouverture / Fermeture 2 mai 2023 / — | Longueur —                                                                       | Durée 45 min                                                                     | Nb. d’arrêts 40                                                                  | Matériel Sprinter City 77                                                        | Jours de fonctionnement L, Ma, Me, J, V, S                                       | Jour / Soir / Nuit / Fêtes O / N / N / N                                         | Voy. / an —                                                                      | Dépôt Incarville                                                                 |
| 3a/3b | Desserte : - Villes et lieux desservis : Louviers - Gare desservie : Aucune. |                                                                                  |                                                                                  |                                                                                  |                                                                                  |                                                                                  |                                                                                  |                                                                                  |                                                                                  |
| 3a/3b | Autre : - Arrêts non accessibles aux UFR : NC - Amplitudes horaires : la ligne fonctionne du lundi au samedi de 7 h à 19 h 10 environ. - Date de dernière mise à jour : 1er mai 2023. |                                                                                  |                                                                                  |                                                                                  |                                                                                  |                                                                                  |                                                                                  |                                                                                  |                                                                                  |
| 3a/3b | Dernière actualisation : — |                                                                                  |                                                                                  |                                                                                  |                                                                                  |                                                                                  |                                                                                  |                                                                                  |                                                                                  |
| 4a/4b | (Circulaire) Val-de-Reuil — Gare SNCF ⥋ desserte interne de Val-de-Reuil et Léry | (Circulaire) Val-de-Reuil — Gare SNCF ⥋ desserte interne de Val-de-Reuil et Léry | (Circulaire) Val-de-Reuil — Gare SNCF ⥋ desserte interne de Val-de-Reuil et Léry | (Circulaire) Val-de-Reuil — Gare SNCF ⥋ desserte interne de Val-de-Reuil et Léry | (Circulaire) Val-de-Reuil — Gare SNCF ⥋ desserte interne de Val-de-Reuil et Léry | (Circulaire) Val-de-Reuil — Gare SNCF ⥋ desserte interne de Val-de-Reuil et Léry | (Circulaire) Val-de-Reuil — Gare SNCF ⥋ desserte interne de Val-de-Reuil et Léry | (Circulaire) Val-de-Reuil — Gare SNCF ⥋ desserte interne de Val-de-Reuil et Léry | (Circulaire) Val-de-Reuil — Gare SNCF ⥋ desserte interne de Val-de-Reuil et Léry |
| 4a/4b | Ouverture / Fermeture 2 mai 2023 / — | Longueur —                                                                       | Durée —                                                                          | Nb. d’arrêts 24                                                                  | Matériel GX 127 L                                                                | Jours de fonctionnement L, Ma, Me, J, V, S                                       | Jour / Soir / Nuit / Fêtes O / N / N / N                                         | Voy. / an —                                                                      | Dépôt Incarville                                                                 |
| 4a/4b | Desserte : - Villes et lieux desservis : Val-de-Reuil et Léry - Gare desservie : Val-de-Reuil. |                                                                                  |                                                                                  |                                                                                  |                                                                                  |                                                                                  |                                                                                  |                                                                                  |                                                                                  |
| 4a/4b | Autre : - Arrêts non accessibles aux UFR : NC - Amplitudes horaires : la ligne fonctionne du lundi au samedi de 6 h 20 à 19 h 55 environ. - Date de dernière mise à jour : 9 septembre 2023. |                                                                                  |                                                                                  |                                                                                  |                                                                                  |                                                                                  |                                                                                  |                                                                                  |                                                                                  |
| 4a/4b | Dernière actualisation : — |                                                                                  |                                                                                  |                                                                                  |                                                                                  |                                                                                  |                                                                                  |                                                                                  |                                                                                  |
| 5     | Val-de-Reuil — Gare SNCF ⥋ Pîtres — Espace des 2 Rives | Val-de-Reuil — Gare SNCF ⥋ Pîtres — Espace des 2 Rives                           | Val-de-Reuil — Gare SNCF ⥋ Pîtres — Espace des 2 Rives                           | Val-de-Reuil — Gare SNCF ⥋ Pîtres — Espace des 2 Rives                           | Val-de-Reuil — Gare SNCF ⥋ Pîtres — Espace des 2 Rives                           | Val-de-Reuil — Gare SNCF ⥋ Pîtres — Espace des 2 Rives                           | Val-de-Reuil — Gare SNCF ⥋ Pîtres — Espace des 2 Rives                           | Val-de-Reuil — Gare SNCF ⥋ Pîtres — Espace des 2 Rives                           | Val-de-Reuil — Gare SNCF ⥋ Pîtres — Espace des 2 Rives                           |
| 5     | Ouverture / Fermeture 2 mai 2023 / — | Longueur —                                                                       | Durée 40 min                                                                     | Nb. d’arrêts 46                                                                  | Matériel Sprinter City 65 Sprinter City 77                                       | Jours de fonctionnement L, Ma, Me, J, V, S                                       | Jour / Soir / Nuit / Fêtes O / N / N / N                                         | Voy. / an —                                                                      | Dépôt Incarville                                                                 |
| 5     | Desserte : - Villes et lieux desservis : Val-de-Reuil, Léry, Les Damps (Clinique), Pont-de-l'Arche (Collège Hyacinthe-Langlois, Mairie), Igoville (Centre commercial), Alizay, Le Manoir (Mairie) et Pîtres (Centre commercial) - Gares desservies : Val-de-Reuil et Pont-de-l'Arche |                                                                                  |                                                                                  |                                                                                  |                                                                                  |                                                                                  |                                                                                  |                                                                                  |                                                                                  |
| 5     | Autre : - Arrêts non accessibles aux UFR : NC - Amplitudes horaires : la ligne fonctionne du lundi au vendredi de 5 h à 20 h 55 et la samedi de 4 h 50 à 20 h 20 environ. - Date de dernière mise à jour : 1er mai 2023. |                                                                                  |                                                                                  |                                                                                  |                                                                                  |                                                                                  |                                                                                  |                                                                                  |                                                                                  |
| 5     | Dernière actualisation : — |                                                                                  |                                                                                  |                                                                                  |                                                                                  |                                                                                  |                                                                                  |                                                                                  |                                                                                  |
| 6a/6b | 2 mai 2023 | 2 mai 2023                                                                       | 2 mai 2023                                                                       | 2 mai 2023                                                                       | 2 mai 2023                                                                       | 2 mai 2023                                                                       | 2 mai 2023                                                                       | 2 mai 2023                                                                       | 2 mai 2023                                                                       |
| 6a/6b | (Circulaire) Gaillon — Gare Gaillon - Aubevoye ⥋ Desserte de Gaillon et Val d'Hazey |                                                                                  |                                                                                  |                                                                                  |                                                                                  |                                                                                  |                                                                                  |                                                                                  |                                                                                  |
| 6a/6b | Ouverture / Fermeture 1er septembre 2021 / — | Longueur —                                                                       | Durée 25 min                                                                     | Nb. d’arrêts 20                                                                  | Matériel —                                                                       | Jours de fonctionnement L, Ma, Me, J, V, S                                       | Jour / Soir / Nuit / Fêtes O / N / N / N                                         | Voy. / an —                                                                      | Dépôt Incarville                                                                 |
| 6a/6b | Desserte : - Villes et lieux desservis : Gaillon et Le Val d'Hazey - Gare desservie : Gaillon - Aubevoye |                                                                                  |                                                                                  |                                                                                  |                                                                                  |                                                                                  |                                                                                  |                                                                                  |                                                                                  |
| 6a/6b | Autre : - Arrêts non accessibles aux UFR : - - Amplitudes horaires : la ligne fonctionne du lundi au samedi de 6 h 40 à 20 h 15 environ. - Date de dernière mise à jour : 1er mai 2023. |                                                                                  |                                                                                  |                                                                                  |                                                                                  |                                                                                  |                                                                                  |                                                                                  |                                                                                  |
| 6a/6b | Dernière actualisation : — |                                                                                  |                                                                                  |                                                                                  |                                                                                  |                                                                                  |                                                                                  |                                                                                  |                                                                                  |
| 7a/7b | (Circulaire) Val-de-Reuil — Gare SNCF ⥋ via Tournedos-sur-Seine et Poses | (Circulaire) Val-de-Reuil — Gare SNCF ⥋ via Tournedos-sur-Seine et Poses         | (Circulaire) Val-de-Reuil — Gare SNCF ⥋ via Tournedos-sur-Seine et Poses         | (Circulaire) Val-de-Reuil — Gare SNCF ⥋ via Tournedos-sur-Seine et Poses         | (Circulaire) Val-de-Reuil — Gare SNCF ⥋ via Tournedos-sur-Seine et Poses         | (Circulaire) Val-de-Reuil — Gare SNCF ⥋ via Tournedos-sur-Seine et Poses         | (Circulaire) Val-de-Reuil — Gare SNCF ⥋ via Tournedos-sur-Seine et Poses         | (Circulaire) Val-de-Reuil — Gare SNCF ⥋ via Tournedos-sur-Seine et Poses         | (Circulaire) Val-de-Reuil — Gare SNCF ⥋ via Tournedos-sur-Seine et Poses         |
| 7a/7b | Ouverture / Fermeture 2 mai 2023 / — | Longueur —                                                                       | Durée 25 min                                                                     | Nb. d’arrêts 18                                                                  | Matériel —                                                                       | Jours de fonctionnement L, Ma, Me, J, V, S, D                                    | Jour / Soir / Nuit / Fêtes O / N / N / O                                         | Voy. / an —                                                                      | Dépôt Incarville                                                                 |
| 7a/7b | Desserte : - Villes et lieux desservis : Val-de-Reuil, Léry, Poses (Base régionale de plein air et de loisirs de Léry-Poses) et Porte-de-Seine - Gare desservie : Val-de-Reuil |                                                                                  |                                                                                  |                                                                                  |                                                                                  |                                                                                  |                                                                                  |                                                                                  |                                                                                  |
| 7a/7b | Autre : - Arrêts non accessibles aux UFR : Tous, sauf les deux terminus. - Amplitudes horaires : la ligne fonctionne du lundi au samedi à raison de quatre départs par sens et par jour et les dimanches et fêtes de 6 h 25 à 21 h 20 environ. En juillet et août, l'amplitude du dimanche est étendue à toute la semaine. - Date de dernière mise à jour : 1er mai 2023.                                                                 |                                                                                  |                                                                                  |                                                                                  |                                                                                  |                                                                                  |                                                                                  |                                                                                  |                                                                                  |
| 7a/7b | Dernière actualisation : — |                                                                                  |                                                                                  |                                                                                  |                                                                                  |                                                                                  |                                                                                  |                                                                                  |                                                                                  |
| 8     | Val-de-Reuil — Gare SNCF ⥋ Andé — Le Moulin (Connelles — Mairie sur réservation) | Val-de-Reuil — Gare SNCF ⥋ Andé — Le Moulin (Connelles — Mairie sur réservation) | Val-de-Reuil — Gare SNCF ⥋ Andé — Le Moulin (Connelles — Mairie sur réservation) | Val-de-Reuil — Gare SNCF ⥋ Andé — Le Moulin (Connelles — Mairie sur réservation) | Val-de-Reuil — Gare SNCF ⥋ Andé — Le Moulin (Connelles — Mairie sur réservation) | Val-de-Reuil — Gare SNCF ⥋ Andé — Le Moulin (Connelles — Mairie sur réservation) | Val-de-Reuil — Gare SNCF ⥋ Andé — Le Moulin (Connelles — Mairie sur réservation) | Val-de-Reuil — Gare SNCF ⥋ Andé — Le Moulin (Connelles — Mairie sur réservation) | Val-de-Reuil — Gare SNCF ⥋ Andé — Le Moulin (Connelles — Mairie sur réservation) |
| 8     | Ouverture / Fermeture 2 mai 2023 / — | Longueur —                                                                       | Durée —                                                                          | Nb. d’arrêts 24 (29)                                                             | Matériel Sprinter City 65                                                        | Jours de fonctionnement L, Ma, Me, J, V, S                                       | Jour / Soir / Nuit / Fêtes O / O / N / N                                         | Voy. / an —                                                                      | Dépôt Incarville                                                                 |
| 8     | Desserte : - Villes et lieux desservis : Val-de-Reuil (Collège Montaigne), Le Vaudreuil, Saint-Étienne-du-Vauvray (Mairie), Saint-Pierre-du-Vauvray (Mairie), Andé (Mairie, Moulin), Herqueville et Andé - Gares desservies : Val-de-Reuil et Saint-Pierre-du-Vauvray. |                                                                                  |                                                                                  |                                                                                  |                                                                                  |                                                                                  |                                                                                  |                                                                                  |                                                                                  |
| 8     | Autre : - Arrêts non accessibles aux UFR : NC. - Amplitudes horaires : la ligne fonctionne du lundi au samedi de 5 h 45 à 21 h 45 environ. - Particularités : - La desserte d'Herqueville et Andé s'effectue sur réservation ; - La desserte de la branche Les Longs Champs est assurée aux heures de pointe : le matin vers Louviers, dans les deux sens à midi et le soir vers Andé. - Date de dernière mise à jour : 9 septembre 2023. |                                                                                  |                                                                                  |                                                                                  |                                                                                  |                                                                                  |                                                                                  |                                                                                  |                                                                                  |
| 8     | Dernière actualisation : — |                                                                                  |                                                                                  |                                                                                  |                                                                                  |                                                                                  |                                                                                  |                                                                                  |                                                                                  |
| 9     | Louviers — Rendez-vous Bus ⥋ Heudebouville — Clos Desruets | Louviers — Rendez-vous Bus ⥋ Heudebouville — Clos Desruets                       | Louviers — Rendez-vous Bus ⥋ Heudebouville — Clos Desruets                       | Louviers — Rendez-vous Bus ⥋ Heudebouville — Clos Desruets                       | Louviers — Rendez-vous Bus ⥋ Heudebouville — Clos Desruets                       | Louviers — Rendez-vous Bus ⥋ Heudebouville — Clos Desruets                       | Louviers — Rendez-vous Bus ⥋ Heudebouville — Clos Desruets                       | Louviers — Rendez-vous Bus ⥋ Heudebouville — Clos Desruets                       | Louviers — Rendez-vous Bus ⥋ Heudebouville — Clos Desruets                       |
| 9     | Ouverture / Fermeture 2 mai 2023 / — | Longueur —                                                                       | Durée 15 min                                                                     | Nb. d’arrêts 15                                                                  | Matériel Minibus                                                                 | Jours de fonctionnement L, Ma, Me, J, V, S                                       | Jour / Soir / Nuit / Fêtes O / O / N / N                                         | Voy. / an —                                                                      | Dépôt Incarville                                                                 |
| 9     | Desserte : - Villes et lieux desservis : Louviers (Hôpital de Louviers, Centre Aquatique CASEO, Quartier des Monts), Pinterville, Vironvay et Heudebouville (Écoparc) - Gare desservie : Aucune. |                                                                                  |                                                                                  |                                                                                  |                                                                                  |                                                                                  |                                                                                  |                                                                                  |                                                                                  |
| 9     | Autre : - Arrêts non accessibles aux UFR : NC. - Amplitudes horaires : la ligne fonctionne du lundi au samedi de 4 h 30 à 22 h 15 environ. - Date de dernière mise à jour : 1er mai 2023. |                                                                                  |                                                                                  |                                                                                  |                                                                                  |                                                                                  |                                                                                  |                                                                                  |                                                                                  |
| 9     | Dernière actualisation : — |                                                                                  |                                                                                  |                                                                                  |                                                                                  |                                                                                  |                                                                                  |                                                                                  |                                                                                  |
| 10    | Gaillon — Gare Gaillon - Aubevoye ⥋ Courcelles — Coiffeur | Gaillon — Gare Gaillon - Aubevoye ⥋ Courcelles — Coiffeur                        | Gaillon — Gare Gaillon - Aubevoye ⥋ Courcelles — Coiffeur                        | Gaillon — Gare Gaillon - Aubevoye ⥋ Courcelles — Coiffeur                        | Gaillon — Gare Gaillon - Aubevoye ⥋ Courcelles — Coiffeur                        | Gaillon — Gare Gaillon - Aubevoye ⥋ Courcelles — Coiffeur                        | Gaillon — Gare Gaillon - Aubevoye ⥋ Courcelles — Coiffeur                        | Gaillon — Gare Gaillon - Aubevoye ⥋ Courcelles — Coiffeur                        | Gaillon — Gare Gaillon - Aubevoye ⥋ Courcelles — Coiffeur                        |
| 10    | Ouverture / Fermeture 2 mai 2023 / — | Longueur —                                                                       | Durée 5 min                                                                      | Nb. d’arrêts 3                                                                   | Matériel —                                                                       | Jours de fonctionnement L, Ma, Me, J, V                                          | Jour / Soir / Nuit / Fêtes O / N / N / N                                         | Voy. / an —                                                                      | Dépôt Incarville                                                                 |
| 10    | Desserte : - Villes et lieux desservis : Gaillon et Courcelles-sur-Seine - Gare desservie : Gaillon - Aubevoye |                                                                                  |                                                                                  |                                                                                  |                                                                                  |                                                                                  |                                                                                  |                                                                                  |                                                                                  |
| 10    | Autre : - Arrêts non accessibles aux UFR : - - Amplitudes horaires : la ligne fonctionne du lundi au vendredi de 6 h 5 à 20 h 40 environ. - Date de dernière mise à jour : 1er mai 2023. |                                                                                  |                                                                                  |                                                                                  |                                                                                  |                                                                                  |                                                                                  |                                                                                  |                                                                                  |
| 10    | Dernière actualisation : — |                                                                                  |                                                                                  |                                                                                  |                                                                                  |                                                                                  |                                                                                  |                                                                                  |                                                                                  |

### Ligne du dimanche
| Ligne | Caractéristiques | Caractéristiques                                            | Caractéristiques                                            | Caractéristiques                                            | Caractéristiques                                            | Caractéristiques                                            | Caractéristiques                                            | Caractéristiques                                            | Caractéristiques                                            |
| D1    | Louviers — Lycée Les Fontenelles ⥋ Val-de-Reuil — Gare SNCF | Louviers — Lycée Les Fontenelles ⥋ Val-de-Reuil — Gare SNCF | Louviers — Lycée Les Fontenelles ⥋ Val-de-Reuil — Gare SNCF | Louviers — Lycée Les Fontenelles ⥋ Val-de-Reuil — Gare SNCF | Louviers — Lycée Les Fontenelles ⥋ Val-de-Reuil — Gare SNCF | Louviers — Lycée Les Fontenelles ⥋ Val-de-Reuil — Gare SNCF | Louviers — Lycée Les Fontenelles ⥋ Val-de-Reuil — Gare SNCF | Louviers — Lycée Les Fontenelles ⥋ Val-de-Reuil — Gare SNCF | Louviers — Lycée Les Fontenelles ⥋ Val-de-Reuil — Gare SNCF |
| ----- | --- | ----------------------------------------------------------- | ----------------------------------------------------------- | ----------------------------------------------------------- | ----------------------------------------------------------- | ----------------------------------------------------------- | ----------------------------------------------------------- | ----------------------------------------------------------- | ----------------------------------------------------------- |
| D1    | Ouverture / Fermeture 7 mai 2023 / — | Longueur —                                                  | Durée 40 min                                                | Nb. d’arrêts 31                                             | Matériel Citaro C2 Citaro K Citaro K C2                     | Jours de fonctionnement D                                   | Jour / Soir / Nuit / Fêtes O / O / N / O                    | Voy. / an —                                                 | Dépôt Incarville                                            |
| D1    | Desserte : - Villes et lieux desservis : Louviers (Lycée Les Fontenelles, Musée de Louviers, Mairie, Église, Lycée Decrétot) et Val-de-Reuil (Lycée Marc-Bloch, Mairie, Collège Alphonse-Allais, Collège Pierre-Mendès-France, ZA Pharma Parc et ZA Pharma Parc II) - Gare desservie : Val-de-Reuil.                                     |                                                             |                                                             |                                                             |                                                             |                                                             |                                                             |                                                             |                                                             |
| D1    | Autre : - Arrêts non accessibles aux UFR : - - Amplitudes horaires : la ligne fonctionne des dimanches et fêtes de 4 h 40 à 23 h 15 environ. - Particularités : La ligne D1 remplace les dimanches et fêtes la ligne C1 et la desserte du lycée des Fontenelles de la ligne 2 à Louviers. - Date de dernière mise à jour : 1er mai 2023. |                                                             |                                                             |                                                             |                                                             |                                                             |                                                             |                                                             |                                                             |
| D1    | Dernière actualisation : — |                                                             |                                                             |                                                             |                                                             |                                                             |                                                             |                                                             |                                                             |

### Service Flexi
| Zone   | Communes desservies | Communes de destinations                              |
| ------ | --- | ----------------------------------------------------- |
| Zone 1 | Andé, Acquigny, Amfreville-sur-Iton, La Haye-le-Comte, Heudebouville, Le Mesnil-Jourdain, Pinterville, Saint-Étienne-du-Vauvray, Saint-Pierre-du-Vauvray, Surville, La Vacherie, Vironvay                      | Rabattement à Louviers                                |
| Zone 2 | La Harengère, La Haye-Malherbe, Le Bec-Thomas, Crasville, Mandeville, Saint-Cyr-la-Campagne, Saint-Didier-des-Bois, Saint-Germain-de-Pasquier, La Saussaye, Surtauville, Terres de Bord, Quatremare, Vraiville | Rabattement à Louviers ou Pont-de-l'Arche             |
| Zone 3 | Criquebeuf-sur-Seine, Martot, Igoville | Rabattement à Criquebeuf-sur-Seine ou Pont-de-l'Arche |
| Zone 4 | Amfreville-sous-les-Monts | Rabattement à Pîtres                                  |
| Zone 5 | Portes-de-Seine | Rabattement à Val-de-Reuil                            |
| Zone 6 | Les Trois Lacs, Villiers-sur-le-Roule | Rabattement à Gaillon ou Heudebouville                |
| Zone 7 | Courcelles-sur-Seine, Saint-Aubin-sur-Gaillon, Saint-Étienne-sous-Bailleul, Saint-Pierre-de-Bailleul, Saint-Pierre-la-Garenne                                                                                  | Rabattement à Gaillon                                 |
| Zone 8 | Ailly, Autheuil-Authouillet, Cailly-sur-Heure, Champenard, Clef Vallée d'Eure, Heudreville-sur-Eure, Saint-Julien-de-la-Liègue                                                                                 | Rabattement à Gaillon ou Louviers                     |

## Lignes Junior
- Ligne S1 : LOUVIERS - Lycée Les Fontenelles ↔ POSES - Le Mesnil
- Ligne S2 : LOUVIERS - Collège Le Hamelet ↔ VAL-DE-REUIL - Pasteur
- Ligne S3 : LOUVIERS - Lycée Les Fontenelles ↔ PINTERVILLE - Mairie
- Ligne S4 : LOUVIERS - Lycée Les Fontenelles ↔ LOUVIERS - Nouveau Monde
- Ligne S5 : VAL-DE-REUIL - Traversière ↔ VAL-DE-REUIL - Le Golf
- Ligne S6 : VAL-DE-REUIL - Léon Blum ↔ VAL-DE-REUIL - La Pommeraie
- Ligne S7 : PONT-DE-L'ARCHE - Ecole Les Lutins ↔ PONT-DE-L'ARCHE - PT-DE-L'ARCHE Mairie
- Ligne S19 : LOUVIERS - Lycée Les Fontenelles ↔ INCARVILLE - Epreville
- Ligne S20 : LA VACHERIE - La Mare ↔ LOUVIERS - Collège Le Hamelet
- Ligne S21 : ACQUIGNY - A. Briand ↔ LOUVIERS - Lycée Decrétot
- Ligne S22 : AMFREVILLE sur ITON - La Mare Hermier / Calvaire LOUVIERS - Collège Le Hamelet
- Ligne S25 : LOUVIERS - Collège Le Hamelet ↔ VAL-DE-REUIL - Mairie
- Ligne S30 : LE VAUDREUIL - Montaigne ↔ VAL-DE-REUIL - Pont Gare SNCF
- Ligne S32 : LE VAUDREUIL - Montaigne ↔ VAL-DE-REUIL - Mairie
- Ligne S34 : VENABLES - Ecole ↔ VENABLES - Rue de la Gare
- Ligne S390 : HEUDREVILLE sur EURE - Les Faulx ↔ LOUVIERS - Collège Le Hamelet

## Fréquentation
En 2016, le réseau a enregistré 1 700 000 passagers.
Les lignes urbaines ont enregistré 1 301 183 voyages, en augmentation de 2 %.
Les lignes périurbaines ont enregistré 123 087 voyages, en augmentation de 13 %.
La ligne H : 1 983 voyages contre 1 859 en 2015.
Les lignes desservant les communes de la rive droite de la Seine : 200 000 voyages.